# Wattrangius
Wattrangius var en släkt från norra Hälsingland från vilken flera adlade släkter Wattrang har sitt ursprung.
Släktens äldste kände stamfader är Lars Jönsson (1470-1550), som under 1500-talet var kronolänsman i Vattrång, Harmånger socken. Hans sonsonson Johannes Wattrangius (urspr. Johannes Jönsson) (1578-1652) blev kyrkoherde i Södertälje, sedermera häradsprost, och antog släktnamnet genom en latinisering av fädernegården Wattrång. Tre av hans söner och en sonson blev adlade med namnet Wattrang men under olika nummer i Riddarhusets matrikel och skapade således flera olika grenar av släkten med samma namn.

## Personer ur släkten Wattrangius och Wattrang
- Johannes Wattrangius (1578-1652), häradsprost och hovpredikant
  - Zakarias Wattrang (1620-1687), livmedikus och häradshövding
  - Abraham Wattrangius (1626-1666), skolmästare och kyrkoherde
  - Isak Wattrangius (1628-1686), kontraktsprost och riksdagsman